# آغچه
آغچَه (آغ‌چا)، روستایی از توابع بخش مرکزی شهرستان بوئین میاندشت در استان اصفهان ایران است.
این روستا در دهستان ییلاق قرار دارد و براساس سرشماری مرکز آمار ایران در سال ۱۳۸۵، جمعیت آن ۹۹۵ نفر (۲۲۳خانوار) بوده‌است.

## تاریخچه
بنیادگذاران آغچه، از اسرای گرجی‌تبار زمان شاه عباس اول هستند که توسط وی از گرجستان به ایران تبعید شدند و به دستور او عده‌ای از جنگ‌آوران آن‌ها جهت حفظ منطقهٔ فریدن و همچنین پایتخت (اصفهان) از حملات اقوام لر و بختیاری در فریدن سکونت داده شدند.

## وجه تسمیه
آغچَه یا به‌عبارت صحیح آغ‌چا نامی تُرکی و دوبخشی، متشکل از آغ (Ağ)، به‌معنای سفید به‌علاوه‌ی پسوند نسبت‌دهنده‌ی چَه (چا-Ça) و در کل به‌معنای سفیدرنگ است. آغچا در واقع نام قلعه‌ای سفید در گرجستان بوده که بنیادگذاران این روستا به‌یاد آن قلعه‌ی قدیمی این روستا را این‌گونه نام نهاده‌اند.

## مردم
مردم روستای آغچه (به‌طور کلی گرجیان فریدن) به‌دلیل هم‌زیستی با اقوام دیگر (ارمنی، تُرک، لر) به تدریج و طی سالیان دراز، از فرهنگ اصیل قفقازی خود دور شده و دارای پوشش محلی یا آداب و رسوم خاصی نیستند.
مانند بقیهٔ آبادی‌های فریدن تمامی مردم آغچه «شیعه اثنی عشری» هستند.
مردم آغچه تماماً به گویش فریدنی از زبان گرجی صحبت می‌کنند که حاصل نسخ زبانی است که حدود ۴۰۰ سال پیش بدان تکلّم می‌شده و با زبان گرجی معاصر (زبان رسمی جمهوری گرجستان) متفاوت است.